# Villar Pellice
Villar Pellice (piemonti nyelven Ël Vilar vagy Ël Vilar Pélis) észak-olasz község (comune) a Piemont régióban.